# Апостолидис, Софоклис Евангелинос
Евангелино́с Апостоли́дис (греч. Ευαγγελινός Αποστολίδης), более известный как Софокли́с (греч. Σοφοκλής, англ. Evangelinus Apostolides Sophocles, в американской академической среде известен как Е. А. Софокли́с (англ. E. A. Sophocles); 8 марта 1807, Цангарада, Фессалия, Османская империя — 17 декабря 1883, Кембридж, Массачусетс, США) — греко-американский православный монах, университетский преподаватель, библиотекарь и лексикограф, профессор антиковедения и новогреческого языка Гарвардского университета. Ученик известного греческого просветителя периода Греческой войны за независимость, учителя нации Антимоса Газиса. Считается пионером академической дисциплины «Новогреческая филология» (в западных англоязычных странах носит название «Modern Greek studies», что можно перевести на русский язык как «Новоэллинистика» (см. также Эллинистика), по аналогии с украинистикой, славистикой, богемистикой, германистикой, арабистикой, полонистикой, болгаристикой и др.). Второй профессор Гарвардского университета греческого происхождения и второй профессор греческого языка в этом учебном заведении (первым был Александрос Негрис, племянник Димитриоса Ипсилантиса), а также, вероятно, первый в Западном мире преподаватель новогреческой филологии. В разные годы преподавал в Амхерстском колледже (1830—1834), Йельском университете (1837—1840) и Гарвардском университете (1842—1883). Член Американской академии искусств и наук (1856). Многочисленные письменные труды Софоклиса демонстрируют лингвистическую преемственность между древней, византийской и современной Грецией. Автор первого в США справочника на новогреческом языке, опубликованного под названием «Κοιναὶ φράσεις καὶ ἰδιώματα τῆς νεωτέρας ἑλληνικῆς διαλέκτου» (1837).

## Биография
Родился в деревне Цангарада на склонах горы Пелио в Фессалии, где и провёл детские годы. Точная дата рождения и первоначальная форма имени Софоклиса неясны. Известно, что его отца звали Апостолос Евангелинос, и таким образом он получил патроним Апостолидис. За пределами Греции был известен как Софоклис (в русском варианте имя передаётся как Софокл). По одной из версий это имя он получил от своего более позднего учителя Антимоса Газиса в качестве комплимента к большой эрудиции и образованности.
Родители Софоклиса умерли, когда ему было 12 лет, и его воспитывал дядя Констанций, живший в Каире (Египет) и бывший игуменом монастыря Святой Екатерины на горе Синай, куда молодой Софоклис приезжал летом. В поздние годы жизни он вспоминал эти поездки через пустыню как самые яркие детские переживания.
В 1820 году Софоклис вернулся в Фессалию, где ещё год посещал школу, в основном изучая греческих классических авторов. Хотя среди его учителей были известные преподаватели (в том числе Григориос Константас), он был любимчиком знаменитого греческого учителя Антимоса Газиса (1758—1828). Газис прожил 25 лет в Вене, где издавал журналы на греческом языке и выпустил «Словарь древнегреческого языка», а также другие литературные произведения.
С началом в 1821 году Греческой войны за независимость школа Софоклиса была закрыта и он в возрасте 14-ти лет вернулся в монастырь в Каире. Спустя несколько лет, в связи со смертью дяди Констанция, он покинул синайское братство, и сначала хотел стать учителем в Греции, но это его стремление не имело успеха. Вслед за этим, разыскивая своего старого учителя Антимоса Газиса, он обнаружил его на острове Сирос (в начале 1828 года, после неудавшегося восстания, Газис вынужденно закрыл свою школу в деревне Милиес в Фессалии и перебрался на Сирос), где познакомился со священником Джосаей Брюэром (1796—1872), миссионером из Американского совета иностранных миссий (ABFM), навещавшего Газиса. Несколько месяцев спустя Софоклис вместе с Газисом совершил поездку на остров Эгина и место пребывания Временного правительства Греции. Сопровождавший их Брюэр сделал Софоклису предложение уехать в США, и по совету Газиса молодой человек принял его. Впоследствии он закончил учёбу при финансовой поддержке Брюэра. В Греции того периода находились многочисленные американские филэллины, присутствие которых повлияло на стремление многих греческих детей отправиться в далёкую Америку, избавившись таким образом от турецкого рабства. Одним из самых известных филэллинов был Самуэл Гридли Хауи, забравший в США Михалиса Анагностопулоса, родом из небольшой деревни Папиго в Эпире, ставшего известным в Америке под именем Майкл Анагнос (1837—1906). Анагнос, ставший директором Школы Перкинса для слепых в Бостоне (её первым директором был Хауи), впоследствии на протяжении многих лет являлся другом Софоклиса. Анагнос выступал против авторитарных методов правления короля Греции Отто.
15 июля 1828 года Софоклис прибыл в Бостон (Массачусетс) из Смирны, и через ABFM познакомился с мистером Колтоном из Монсона. В Монсонской академии молодой человек впервые начал изучение латыни. В 1829 году он поступил в Амхерстский колледж, однако в связи с плохим состоянием здоровья покинул его, не завершив даже одного курса. В последующие 13 лет он преподавал математику в Маунт-Плезантской классической академии (позднее — Амхерстская академия) в Амхерсте, а также в Хартфорде и Нью-Хейвене.
В 1835 году Софоклис выпустил свою первую книгу «A Greek Grammar for the Use of Learners», которая часто переиздавалась на протяжении последующих 30 лет. Вероятнее всего, благодаря этой работе в 1837 году он получил почётную степень магистра гуманитарных наук от Йельского университета, в котором преподавал новогреческий язык (1837—1840).
В 1842—1945 годах был преподавателем греческого языка в Гарвардском университете. В дальнейшем получил почётную степень магистра гуманитарных наук (1847) и был назначен ассистент-профессором греческого языка (1859). В 1860 году стал профессором, и специально для него в Гарварде была учреждена кафедра древнего, византийского и новогреческого языков, на которой он продолжал работать до своей смерти, в связи с чем она была упразднена. Также получил степень доктора права (LL.D.) от Университета Западного резервного района (1862) и Гарвардского университета (1868).
Помимо преподавательской занимался также исследовательской деятельностью, постоянно публикуя книги, новые издания популярных трудов и различные статьи для Американской академии искусств и наук. Является автором многочисленных учебников и учебных материалов, лингвистических исследований и словарей. Среди наиболее известных публикаций Софоклиса «Catalogue of Greek Verbs for the Use of Colleges» (1844), «History of the Greek Alphabet, with Remarks on Greek Orthography and Pronunciation» (1848), «A Glossary of Later and Byzantine Greek» (1860) и, считаемая многими учёными его главным трудом, который используется по настоящее время, «Greek Dictionary of the Roman and Byzantine Periods» (1870) — словарь греческого языка римской и византийской эпох, охватывающий период с 146 года до н. э. по 1 100 год.
В 1845 году покинул Гарвард в связи с болезнью, которая продолжалась до 1847 года. После выздоровления был сразу же принят обратно.
В 1849 году совершил визит в Грецию и Средиземноморье. Софоклис всегда поддерживал контакты с семьёй и монашеской общиной монастыря Святой Екатерины на горе Синай. В 1860 году, после второй поездки, привёз с собой редкие книги, которые сегодня составляют часть коллекции редких книг Гарвардского университета.
Об участии Софоклиса в жизни греческой общины Северной Америки ничего не известно. Он практически не проявлял симпатии к попытке возрождения древних форм греческого языка для формирования литературного языка новосозданного Королевства Греции. Из-за этого безразличия и по причине общего отсутствия интереса к прогрессу Греции со времён восстания 1821 года, Софоклис часто подвергался осуждению со стороны своих греческих соплеменников.
Умер 17 декабря 1883 года в своей комнате № 2 в общежитии Холворти-Хол, которое являлось его единственным домом. Хотел быть похороненным в Греции, однако вместо этого был похоронен на кладбище Маунт-Оберн в Кембридже. Значительную часть своего имущества Софоклис завещал монахам монастыря Святой Екатерины на горе Синай и дочерям друга, не имевшим другого дохода, а все свои книги и документы — Гарвардскому университету.

## Личная жизнь
Вёл аскетический и закрытый образ жизни.